# Antitrygodes perturbata
Antitrygodes perturbata är en fjärilsart som beskrevs av Louis Beethoven Prout 1914. Antitrygodes perturbata ingår i släktet Antitrygodes och familjen mätare. Inga underarter finns listade i Catalogue of Life.